# Rasmus Radiomus
Rasmus Radiomus var en figur På DRs P3. Han kunne første gang opleves den 7. januar 1990, i programmet "Du store verden", søndagsudgaven af P3's børneprogram "Lille P3", kl 18:05. Fra d. 5. oktober 1990 flyttede han til til fredagsudgaven, "Fredelig fredag" 
Fra 1992 og frem til 1999 var han at finde i radioens morgenflade i programmet: "Ti i syv", der hver morgen blev indledt med et: "ti i syv, go'morgen". fra den morgenfriske Rasmus, og det er især det, som mange husker, den dag i dag..
Skuespilleren Hans Henrik Bærentsen lagde stemme til figuren – en meget hæs stemme, som elektronisk blev pitchet op i et meget højere stemmeleje.
Rasmus Radiomus boede i studiet hos vennen og radioværten, Christian Winnem. Det var de to, der sammen underholdt børn og barnlige sjæle med forskellige indslag. Et af de fast indslag i hver udsendelse var, når Rasmus Radiomus dykkede ned i den store bunke af båndsalat, som han levede af. Båndsalaten var indsendt af børn i hele Danmark.
Rasmus Radiomus var også med i andre radioprogrammer. Blandt andre "arbejdede" han sammen med Bengt Burg i en periode hvor han var morgenvært på P3.